# Can Coure
Can Coure és un conjunt de tres construccions del municipi de Tossa de Mar (Selva). Forma part de l'Inventari del Patrimoni Arquitectònic de Catalunya.

## Descripció
La finca de Can Coure acapara una gran extensió de terreny i en ella podem trobar tres construccions importants. En primer lloc, tenim la masia de Can Coure pròpiament. Ens trobem davant d'una gran masia de planta rectangular que consta de planta baixa i pis superior. La masia està coberta amb una teulada a dues aigües de vessants a façana i rematada amb un ràfec de dues fileres: la primera de teula i la segona de teula girada.

### La masia
La part més antiga és la central. La planta baixa consta de dues obertures, a destacar especialment el gran portal adovellat d'accés d'arc de mig punt amb unes dovelles de grans dimensions molt ben escairades i treballades. El portal està acompanyat en la planta baixa per una finestra rectangualar amb llinda, muntants de pedra i coberta amb un enrreixat de ferro forjat. Entremig del portal i de la finestra, trobem una placa de ceràmica colorejada amb l'apòstol Sant Jaume. En el primer pis o planta noble trobem dues obertures de similar tipologia: es tracta de dues finestres gòtiques amb arquets, equipades amb llinda monolítica i muntants de pedra. En ambdues llindes trobem tres motius circulars gravats. Sota la finestra trobem la solució arquetípica que consisteix a disposar dues o tres pedres com a mesura de reforç en la sustentació de la pesant finestra. Remarcar que entremig de les pedres hi ha una petita escletxa com a mesura per deixar passar l'aire. En l'extrem dret d'aquest cos central, cal esmentar la presència d'un rellotge de sol.
A banda i banda del cos primigeni hi ha sengles ampliacions, també antigues, concretament del segle xvii. El cos de l'extrem dret consta de tres obertures en la planta baixa. Al lateral trobem un portal d'accés secundari rectangular amb llinda i muntants de pedra ben treballats i escairats. El segueix en la planta baixa dues finestres més de similar tipologia: quadrangulars amb llinda, muntants de pedra i cobertes amb un enrreixat de ferro forjat. En el primer pis trobem tres finestres de format similar: rectangulars, amb llinda monolítica, muntants de pedra i ampit treballat. Sota l'ampit trobem la solució arquetípica que consisteix a disposar dues o tres pedres com a mesura de reforç en la sustentació de la pesant finestra.
El cos de l'extrem esquerre consta de dues obertures en la planta baixa, com són el portal d'accés secundari rectangular equipat amb una gran llinda monolítica, de grans proporcions, i muntants de pedra ben treballats i escairats. En la llinda hi ha gravada la data de "1660". Això per una banda, mentre que per l'altra, una finestra quadrangular amb llinda, muntants de pedra i coberta amb un enrreixat de ferro forjat. En el primer pis tan sols trobem una finestra, completament diferent a totes les altres, la qual té les impostes retallades en quart de cercle i està equipada amb llinda i muntants de pedra. Aquest cos destaca especialment per la capella que té adossada, la qual està dedicada a Sant Jaume. La capella està coberta amb una teulada a dues aigües de vessants a laterals, ràfec de dues fileres - la primera de teula i la segona de teula girada- i rematada amb un campanar d'espadanya. Tot i ser molt petita comprèn dos elements interessants com són: per una banda, el portal d'accés rectangular equipat amb llinda monolítica i muntants de pedra ben treballats. En la llinda trobem emplaçat un escut el qual té gravat en el seu interior diversos elements i símbols. Mentre que per l'altra, la finestra d'arc conopial, ubicada simètricament sobre el portal i equipada amb llinda i muntants de pedra. Davant de la masia es poden contemplar les restes vivents de l'era original, on es trillaven els cereals.
Pel que fa al tema dels materials prima, per sobre de tot, la pedra en dues modalitats. Per una banda, tenim els murs formats per roques fragmentades i còdols manipulats a cops de martell lligades amb fang o morter de calç. Mentre que per l'altra, la pedra sorrenca localitzada en les llindes i muntants de totes les obertures.

### La segona construcció
En segon lloc trobem una construcció de planta rectangular que consta de planta baixa i pis superior. La casa està coberta amb una teulada a dues aigües de vessants a laterals i rematada amb un ràfec format per dues fileres: la primera de teula i la segona de teula girada.
En la planta baixa trobem dues obertures, a destacar especialment el gran portal adovellat d'accés d'arc de mig punt amb unes dovelles molt poderoses i molt ben treballades i escairades. Paral·lelament el portal es troba acompanyat en la planta baixa per dues finestres quadrangulars amb llinda, muntants de pedra, ampit treballat i cobertes amb un enrreixat de ferro forjat. En el primer pis tenim dues finestres de format similar, és a dir quadrangulars, equipades amb llinda monolítica, muntants de pedra i ampit treballat. Sota l'ampit trobem la solució arquetípica que consisteix a disposar dues o tres pedres com a mesura de reforç en la sustentació de la pesant finestra.
En els dos extrems de la façana podem contemplar els grans blocs cantoners de pedra, ben desbastats i treballats. La casa ha estat ampliada a l'esquerre amb una construcció de doble planta, que actua com a porxo en la planta baixa i com a galeria en el pis superior.
Pel que fa al tema dels materials prima, per sobredetot, la pedra en tres modalitats. En primer lloc, tenim els murs formats per roques fragmentades i còdols manipulats a cops de martell lligades amb fang o morter de calç. En segon lloc, la pedra sorrenca localitzada en les llindes i muntants tant de l'obertura de l'extrem esquerre de la planta baixa com de la finestra ubicada sobre el portal. Finalment tenim la pedra nomolítica o pedra de Girona localitzada especialment en les dovelles del portal d'accés.

### L'edifici del davant de la masia
L'últim edifici en discòrdia el trobem ubicat immediatament davant de la masia primigènia i en les proximitats de l'era. Es tracta d'una petita construcció de planta rectangular que consta de planta baixa i pis superior. L'edifici està cobert amb una teulada a dues aigües de vessants a laterals. En la planta baixa trobem dues obertures, com són el portal d'accés rectangular amb una gran llinda de pedra nomolítica i muntants de pedra ben escairats i treballats. L'acompanya una finestra quadrangular.
En el primer pis tenim dues obertures: una finestra quadrangular equipada amb llinda, muntants i ampit treballat. I un portal d'accés rectangular amb llinda monolítica i muntants de pedra. Aquest primer pis està projectat com una balconada acompanyada per una barana de fusta rústica correguda, que ocupa tota l'amplada de la façana.
Pel que fa al tema dels materials, trobem tres solucions: en la façana trobem l'obra arrebossada i pintada. En els laterals tenim els murs formats per roques fragmentades i còdols manipulats a cops de martell lligades amb fang o morter de calç. I finalment la pedra nomolítica o pedra de Girona localitzada en la llinda i muntants de les tres obertures.

## Història
En època medieval era conegut amb el nom de Mas Darder. Es tracta d'un mas presumiblement molt antic, situat en una zona ja treballada en època romana. L'esment més antic d'aquest cognom el trobem el 1624 quan s'esmenta a Arnau Darder com afrontació d'un establiment. És esmentat en la llista de focs remences i en els dos fogatges posteriors. En els capbreus els propietaris d'aquest mas confessen, a més, els masos Piquer -molt proper- i de Sa Planella, dos molins i diverses peces de terra.
Actualment aquest mas és conegut com a Can Coure, i tot i que la casa ha patit reformes recentment per convertir-la en segona residència, s'aprecia en la façana diverses millores realitzades en els segles xvi i xvii, senyal de la prosperitat de la família Darder en aquelles dates. Com a notícia curiosa córrer el rumor de l'existència d'uns túnels que comunicaven, del dit mas Ferro amb el mas Coure (distants 1 km en línia recta). Preguntant sobre la qüestió, un dels antics masovers del mas Coure assegurà que efectivament, del dit mas parteixen uns llargs túnels, però que desconeixia fins on conduïen.
Entre els focs de remença de Tossa (termanda la guerra civil del segle XV), figurava "lo mas Rostoy àlias Far". El mas, tot i haver canviat de nom, seguí existint durant segles. Figura als capbreus de 1478, 1522 i 1588 com "lo mas Pasqual que antigament se deia Far, que era de l'hereu Martí". El de 1558 diu: "Lo mas Pasqual, àlies Far, ab sos casals, hera, quintà, clos, terres nemeroses de 15 jornals de bous de terra llauradora". El 1639, Margarida Darder, muller en segones núpcies de Pere Baell, capbrevà el mas Darder i també un cens de vi que li pagava l'hereu de Jaume Darder per una peça de terra dita mas Far. El mateix any Sebastià Lleonart pagava 6 diners de cens a l'hereu del mas Pasqual del Far. Més tard, 1l 1738, Joan Escolà feu donació a la capella de Sant Grau d'una "gran pieza de tierra de bosque sita en el termino de Tossa y en el sitio denominado MOntagu, que fue del Manso Far". Finalment, en una permuta de 21 de setembre de 1834, llegim: "Lo camp d'en Pasqual, antes mas Passol i antigament mas Far que fou d'en Darder".
A finals del segle passat la masia va ser objecte d'unes obres importants, amb l'objectiu final d'acondicionar la masia primigènia com a segona residència. Pel bon aspecte de conservació que ofereix a simple vista la masia, tot indica que a finals del segle passat es van duu a terme les pertinents obres de manteniment i restauració com podria ser la substitució de la teulada per una de nova.